# La Lande-d'Airou
La Lande-d'Airou är en kommun i departementet Manche i regionen Normandie i norra Frankrike. Kommunen ligger i kantonen Villedieu-les-Poêles som tillhör arrondissementet Saint-Lô. År 2022 hade La Lande-d'Airou 535 invånare.

## Befolkningsutveckling
Antalet invånare i kommunen La Lande-d'Airou
| Referens: INSEE |